# 水之江有一
水之江 有一（みずのえ ゆういち、1941年12月28日 - 2000年12月24日）は、日本の英文学者。
福岡市生まれ。東京大学大学院英文学専修博士課程満期退学。オックスフォード大学セント・ピーターズ・コレッジ研究員。千葉大学文学部助教授、教授。59歳で死去。没後、正四位勲三等瑞宝章受勲。専門はイギリス・アイルランド文学・図像学。

## 著書
- 『キーツとロマン派の伝統 美の象形文字とその幻想性』北星堂書店 1979
- 『愚者たちの船出 イギリス・ルネサンス文学の曙光』北星堂書店 1983
- 『図像学事典 リーパとその系譜』岩崎美術社 1991
- 『ヨーロッパ文化の源流 聖書・神話の世界から歴史へ』丸善ライブラリー 1993
- 『アイルランド 緑の国土と文学』研究社出版 1994
- 『死の舞踏 ヨーロッパ民衆文化の華』丸善ブックス 1995
- 『Ego dominus tuus 現代アイルランド・イギリス詩学』多賀出版 1997

## 共編著
- 『欧米固有名詞事典』小林清衛共編 北星堂書店 1985
- 『シンボル事典』編 北星堂書店 1985
- 『英語・米語対照辞典』編 北星堂書店 1986
- 『絵でみるシンボル辞典』編著 研究社出版 1986
- 『祭りのディスクール 民衆文化と芸術の接点』倉智恒夫、前田彰一共編 多賀出版 1993
- 『ギリシア・ローマ神話図詳事典 天地創造からローマ建国まで』編著 北星堂書店 1994
- 『幻想のディスクール 民衆文化と芸術の接点』倉智恒夫、前田彰一共編 多賀出版 1994
- 『多元性のディスクール 民衆文化と芸術の接点』倉智恒夫、前田彰一共編 多賀出版 1995
- 『多言語文化のディスクール 民衆文化と社会と芸術』編著 多賀出版 1999

### 翻訳
- イェイツ「肉体の秋」ほか『筑摩世界文学大系 71 (イェイツ、エリオット、オーデン)』筑摩書房 1975
- M.H.エイブラムズ『鏡とランプ ロマン主義理論と批評の伝統』研究社出版 1976

## 参考
- 『ギリシア・ローマ神話図詳事典』著者紹介
- 「読売新聞」訃報、受勲記事、2000年